# Município de Clinton (condado de Franklin, Ohio)
Localização do Ohio nos E.U.A.
O município de Clinton (em inglês: Clinton Township) é um município localizado no condado de Franklin no estado estadounidense de Ohio. No ano de 2018 tinha uma população de 4.065 habitantes.

## Geografia
O município de Clinton encontra-se localizado nas coordenadas 40° 02′ 58″ N, 82° 57′ 29″ O. Segundo a Departamento do Censo dos Estados Unidos, o município tem uma superfície total de 3.73 km², da qual 3.72 km² correspondem a terra firme e (0.28%) 0.01 km² é água.

## Demografia
Segundo o censo de 2018, tinha 4.065 pessoas residindo no município de Clinton.